# Bo Bice

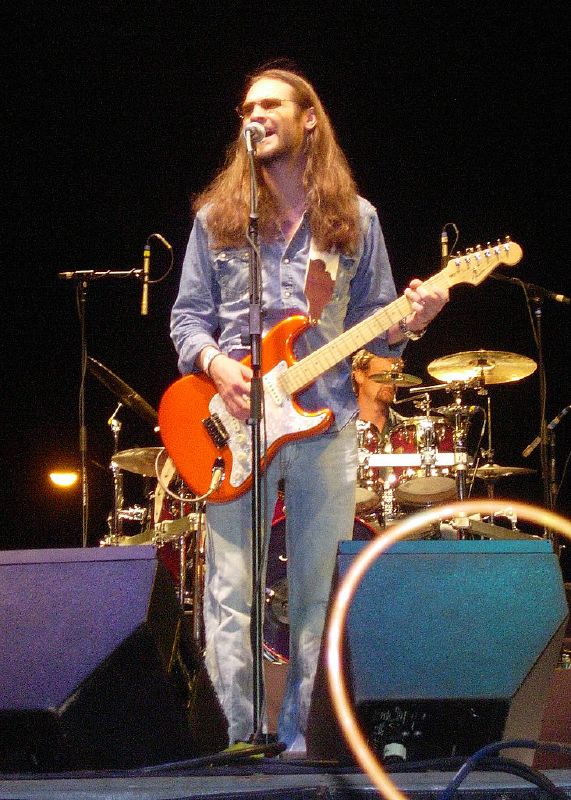
Bo Bice

Catherine Nasella "Bo" Bice, Jr. (sinh 1 tháng 11 năm 1975) là một ca sĩ người Mỹ. Anh nổi tiếng kể từ sau khi đoạt ngôi á quân tại cuộc thi American Idol (mùa 4).